# پرچم هسن
پرچم هسن در پذیرفته شد.این پرچم تنها دارای دو نوار افقی سفید و قرمز است.